# Moussirak Foulbe
Moussirak Foulbe (ou Mossirak Tchiroma, Mosserik) est une localité du Cameroun située dans l'arrondissement de Gazawa, le département du Diamaré et la région de l’Extrême-Nord. Elle fait partie du canton de Gazawa rural.

## Population
En 1975, la localité comptait 151 habitants, dont 134 Peuls et 17 Mofu.
Lors du recensement de 2005, on y a dénombré 144 personnes.